# Stazione di Ranchi
La stazione di Ranchi era una fermata ferroviaria posta lungo la linea Centrale Umbra; serve il centro abitato di Ranchi, frazione del comune di Umbertide.

## Strutture e impianti
Nella fermata è presente un solo binario.